# Christian von Lilienfeld
Christian von Lilienfeld  und latinisiert Christianus Campililiensis oder Campoliliensis (* im 13. Jahrhundert; † 4. März, ungefähr 1330 in Lilienfeld) war ein österreichischer Zisterzienser, Prior von Stift Lilienfeld und spätmittelalterlicher Schriftsteller in mittellateinischer Sprache.

## Leben
Christian kommt laut Guido Maria Dreves im Stift Lilienfeld „unter Abt Paul (1302–1316) als Subprior und unter Abt Ottokar (1316–1336) als Prior vor“ und starb „am 4. März, ungewiss in welchem Jahre, jedenfalls vor 1332“. Er darf nicht verwechselt werden mit dem namensgleichen Abt Christian von Lilienfeld (1558–1560), über den wenig bekannt ist. „Unter den liturgischen Dichtern des Mittelalters behauptet (…) Christianus wenn nicht einen hervorragenden jedenfalls einen höchst ehrenvollen Platz.“ (Dreves). Ulrich von Lilienfeld hat sich an seinem Werk inspiriert, wie auch Konrad von Hainburg.

## Werke
- Religiöse Dichtungen. Hymnen, Officien, Sequenzen und Reimgebete, hrsg. von Guido Maria Dreves, Leipzig 1903; (Analecta hymnica medii aevi 41a, New York/Frankfurt am Main 1961).
- Opera Poetica, hrsg. von Walter Zechmeister, 2 Bde. (Corpus Christianorum Continuatio Mediaevalis 19 A–B, Turnhout 1992–1993).